# Kumina
Kumina is een Afro-Jamaicaanse religie, met name beïnvloed door de culturen van Bantoevolken uit het Congo-/Angola-gebied. Naar schatting zo’n 20 % van de slaven die naar Jamaica waren vervoerd kwamen uit dit gebied, maar ook kort na de afschaffing van de slavernij (1838), kwamen Afrikanen uit het gebied als contractarbeider naar Jamaica.
In ieder geval ontstond onder hen de Kuminareligie, met name in de parish Saint Thomas, in oostelijk Jamaica.
De term Kumina wordt ook gebruikt voor een dans- en muziekvorm, die echter samenhangt met de Kumina als religie en wereldbeeld.
Evenals in andere Kongo-gebaseerde religies in de Amerika's speelt voorouderverering een belangrijke rol, waarbij geesten van doden tijdelijk de lichamen van aanhangers "bewonen", dit dienende ook voor steun en raad voor de levenden op aarde, van de voorouders.
Nkisi, of Inquises, zijn een soort geesten of godheden binnen Kumina, en omvatten zowel de vroegste voorouders gecombineerd met bepaalde natuurkrachten.
Verder heeft het ook overeen met andere Kongo-gebaseerde religies in de Amerika's dat het hoogste Wezen, of de hoogste god, Oto King Zombi (van Nzambi) is, waaronder meerdere goden ressorteren.
In de loop der tijd heeft Kumina veranderingen ondergaan in organisatie en wat betreft religieuze praktijk. Hoewel vooral Kongo-gebaseerd, is er sprake van syncretisme binnen Kumina. Dit betreft zowel invloeden van het christendom, waarbij de Bijbelse David en Mozes als "aardgoden" gelden, maar ook invloeden van andere (West-)Afrikaanse tradities.
Dit laatste betreft bijvoorbeeld de incorporatie van de Yoruba-godheid Shango binnen Kumina, alsmede aspecten van de Akan-gebaseerde magisch-religieuze Myal- en Obeah-tradities.
Anderzijds heeft Kumina andere religieuze bewegingen in Jamaica beïnvloed, met name Rastafari. Muzikaal heeft Kumina ook Rastafari-gerelateerde muziek, alsmede reggae beïnvloed.
Kumina gemeenschappen zijn in Jamaica vooral te vinden in de genoemde St. Thomas-parish, en omvatten kleine, lokale, familie-gebaseerde gemeenschappen of "naties". Mensen uit Kuminafamilies worden "Bongo" genoemd.
In de geloofspraktijk van Kumina zijn nog veel woorden (en andere taalkenmerken) uit de Afrikaanse Kikongo-taal bewaard gebleven.
Vanwege de Centraal-Afrikaanse/Kongo-wortels heeft Kumina vele elementen gemeen met andere Afro-Amerikaanse religies en gebruiken, zoals Palo Monte, Quimbanda, Voodoo Makaya, en Hoodoo.